# Cosucia

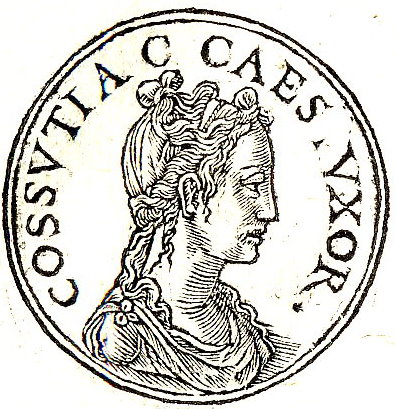
Ilustración de Cosucia.

Cosucia (en latín, Cossutia; fl. Siglo I a. C.) fue una noble romana.
No se sabe nada de su familia, tan sólo que formaba parte de la gens Cosucia, una familia de la nobleza ecuestre de Roma y probablemente originaria de Corinto. Según Suetonio estuvo prometida a Julio César en 84 a. C., mientras éste llevaba la toga pretexta. La repudió un año más tarde para casarse con Cornelia, hija de Lucio Cornelio Cinna, cónsul en 83 a. C.

## Controversia
Las fuentes modernas difieren sobre su relación con César. Algunos eruditos, como Ludwig Friedrich Otto Baumgarten-Crusius, Napoleon III, Merrivale, James Anthony Froude, Dodge, Warde Fowler, Ernest Gottlieb Sihler, y John Carew Rolfe. mantienen que nunca estuvo casada con él. En cambio, el francés Nicolas Bouillet la coloca como primera esposa, antes de Cornelia, Pompeya y Calpurnia. Plutarco no menciona a Cosucia en los textos que nos han llegado, pero quizá la nombrara como una de las esposas de César.